# Wayne Hightower
Wayne A. Hightower (Filadelfia, Pensilvania, 14 de enero de 1940-ibídem, 18 de abril de 2002) fue un jugador de baloncesto estadounidense que disputó 5 temporadas de la NBA, otras 5 en la ABA y previamente a todas ellas una en la Liga Española, en el Real Madrid. Medía 2,03 metros de altura, y jugaba indistintamente en las posiciones de alero y de pívot.

## Trayectoria deportiva

### Universidad
Jugó durante tres temporadas con los Jayhawks de la Universidad de Kansas, donde fue elegido en dos ocasiones en el mejor quinteto de la Big Eight Conference, en 1960 y 1961. Debido a problemas académicos y sobre todo económicos, decidió dar el salto prematuro a profesionales tras su tercer año, y al no poder hacerlo en Estados Unidos debido a las normas que entonces existían, saltó el charco y se fue a jugar al Real Madrid de la Liga Española. En sus tres temporadas promedió 22,9 puntos y 10,5 rebotes por partido.

### Liga española
Acuciado por problemas económicos, decidió abandonar la universidad prematuramente. Con una vida bastante pareja a la de Wilt Chamberlain, al que siempre quiso imitar, estuvo a punto de recalar como él en los Harlem Globetrotters el año que debía pasar antes de poder jugar en la NBA, pero Pedro Ferrándiz, entrenador en aquella época del Real Madrid le convenció para irse a jugar a España a cambio de un buen puñado de dólares. Esto hizo que el propietario de los Globetrotters, Abe Saperstein enfureciera, llegando incluso a mandar una carta a Santiago Bernabéu, presidente del Madrid, amenazando con forzar una detención de Ferrándiz en el caso de que se le ocurriese regresar a Estados Unidos.
Fue sin duda uno de los mejores jugadores norteamericanos que llegaron a Europa en la década de los 60. Solamente permaneció un año, pero en ese periodo de tiempo tuvo ocasión de ganar la Liga Española, y ser el máximo anotador de la competición. Además, llegaron a la final de la Copa de Europa de Baloncesto, donde cayeron derrotados ante el Dinamo Tbilisi por 80-73 en Ginebra, a pesar de sus 32 puntos en ese partido.

### NBA
Tras su paso por Madrid, fue elegido en la séptima posición del Draft de la NBA de 1962 por San Francisco Warriors, donde coincidió con su paisano Wilt Chamberlain, llegando a disputar las Finales de la NBA en la temporada 1963-64, cayendo por 4-1 ante Boston Celtics. A pesar de ello fue su mejor año en la NBA, promediando 13,2 puntos y 7,2 rebotes por partido.
Mediada la temporada siguiente fue traspasado a Baltimore Bullets, donde vio drásticamente reducido su tiempo en cancha, y por tanto su rendimiento. Tras un nuevo traspaso en 1967 a Detroit Pistons, donde tampoco triunfó, decidió ir a la liga rival, la ABA, que por aquel entonces daba sus últimos coletazos antes de desaparecer.

### ABA
Fichó en el verano de 1967 por los Denver Rockets, equipo donde recuperaría sus minutos de juego, volviendo a jugar más de 30 por encuentro, lo que hizo mejorar sus estadísticas, llegando en su primer año a promediar 17,3 puntos y 7,2 rebotes por partido. Al año siguiente, a pesar de bajar algo su rendimiento, fue elegido para disputar el All-Star Game, donde anotó 6 puntos en solo 9 minutos de juego.
Al año siguiente fichó por Los Angeles Stars, iniciando un lento declive que le llevó a jugar en las siguientes temporadas con los Texas Chaparrals y Carolina Cougars, antes de retirarse en 1972. En el total de su carrera profesional, incluidas ambas ligas, promedió 11,6 puntos y 7,0 rebotes por partido.

## Estadísticas en la NBA y la ABA

### Temporada regular
| Año      | Equipo            | PJ  | PT | MPP  | %TC  | %3P  | %TL   | RPP | APP | ROB | TPP | PPP  |
| -------- | ----------------- | --- | -- | ---- | ---- | ---- | ----- | --- | --- | --- | --- | ---- |
| 1962-63  | San Francisco     | 66  | –  | 21.0 | .350 | –    | .669  | 5.4 | 0.8 | –   | –   | 7.4  |
| 1963-64  | San Francisco     | 79  | –  | 32.1 | .385 | –    | .790  | 7.2 | 1.7 | –   | –   | 13.2 |
| 1964-65  | San Francisco     | 48  | –  | 21.6 | .343 | –    | .769  | 5.1 | 0.8 | –   | –   | 8.4  |
| 1964-65  | Baltimore         | 27  | –  | 18.9 | .345 | –    | .765  | 6.4 | 0.6 | –   | –   | 6.7  |
| 1965-66  | Baltimore         | 24  | –  | 19.2 | .339 | –    | .731  | 5.5 | 1.5 | –   | –   | 7.6  |
| 1966-67  | Baltimore         | 43  | –  | 17.3 | .334 | –    | .718  | 5.6 | 0.8 | –   | –   | 6.9  |
| 1966-67  | Detroit           | 29  | –  | 19.4 | .355 | –    | .744  | 5.7 | 1.0 | –   | –   | 8.6  |
| 1967-68  | Denver (ABA)      | 74  | –  | 33.2 | .383 | .000 | .773  | 7.2 | 1.9 | –   | –   | 17.3 |
| 1968-69  | Denver (ABA)      | 67  | –  | 34.6 | .408 | .000 | .730  | 9.6 | 3.0 | –   | –   | 13.9 |
| 1969-70  | Los Angeles (ABA) | 27  | –  | 35.6 | .447 | .000 | .759  | 9.4 | 2.6 | –   | –   | 18.1 |
| 1970-71  | Utah (ABA)        | 35  | –  | 32.4 | .391 | .000 | .749  | 8.2 | 3.0 | –   | –   | 13.4 |
| 1970-71  | Texas (ABA)       | 33  | –  | 37.0 | .409 | .000 | .736  | 9.9 | 2.7 | –   | –   | 14.5 |
| 1971-72  | Carolina (ABA)    | 13  | –  | 10.8 | .313 | .000 | .833  | 3.3 | 0.8 | –   | –   | 5.4  |
| Total    | Total             | 565 | –  | 27.4 | .381 | –    | .752  | 7.0 | 1.7 | –   | –   | 11.6 |
| All-Star | All-Star          | 1   | 0  | 9.0  | .500 | –    | 1.000 | 5.0 | 0.0 | –   | –   | 6.0  |

### Playoffs
| Año   | Equipo       | PJ | PT | MPP  | %TC  | %3P  | %TL  | RPP | APP | ROB | TPP | PPP  |
| ----- | ------------ | -- | -- | ---- | ---- | ---- | ---- | --- | --- | --- | --- | ---- |
| 1964  | Baltimore    | 12 | –  | 23.8 | .259 | –    | .697 | 4.2 | 1.5 | –   | –   | 6.8  |
| 1965  | Baltimore    | 10 | –  | 19.6 | .422 | –    | .636 | 5.5 | 1.5 | –   | –   | 6.8  |
| 1968  | Denver (ABA) | 5  | –  | 41.8 | .350 | .000 | .796 | 8.8 | 2.2 | –   | –   | 22.6 |
| 1969  | Denver (ABA) | 7  | –  | 26.7 | .397 | –    | .796 | 6.7 | 1.7 | –   | –   | 12.0 |
| 1971  | Texas (ABA)  | 4  | –  | 31.5 | .324 | –    | .765 | 8.0 | 2.8 | –   | –   | 8.8  |
| Total | Total        | 38 | –  | 34.0 | .340 | –    | .743 | 6.1 | 1.6 | –   | –   | 10.0 |

## Fallecimiento
Hightower falleció el 18 de abril de 2002, a causa de un fallo cardíaco. Divorciado desde hacía años, dejó 3 hijos y 4 nietos.